# Jantar–2K
A Jantar–2K (GRAU-kódja: 11F624, katonai kódneve: Fenyiksz) szovjet fotófelderítő műhold, melyet az OKB–1 tervezőiroda fejlesztett ki a Zenyit felderítő műholdak leváltására. Tervezése az 1960-as évek első felében kezdődött, első tesztpéldányát 1974-ben indították. A Szovjet Fegyveres Erők Felderítő Főcsoportfőnöksége (GRU) üzemeltette, 1978–1983 között állt szolgálatban. Összesen 30 indítás történt, ebből kettő volt sikertelen. Az 1980-as évek elejétől a Jantar–4 változatai váltották fel.

## Története
Fejlesztése 1964-ben kezdődött az OKB–1 tervezőirodában (ma: RKK Enyergija). A cél az elavult Zenyit felderítő műholdak felváltása volt egy modernebb, nagyobb érzékenységű kamerával felszerelt, és a Zenyit műholdak legfeljebb kéthetes üzemidejét jóval felülmúló, 30 napos üzemidőt is elérő fotófelderítő műholddal. Fő érzékelője egy Zsemcsug–4 fényképezőgép.
Az összes Jantar–2K műholdat Szojuz–U hordozórakétával és Koszmosz sorozatjelzéssel jelzéssel indították, kezdetben kizárólag Pleszeckből, 1981-től pedig Bajkonurból is. Az első indítást 1974. május 23-án hajtották végre Pleszeckből, de a repülés a hordozórakéta hibája miatt sikertelen volt (a rakéta az indítást követő 439. másodpercben felrobbant). Még abban az évben, december 13-án sor került az első sikeres indításra Koszmosz–697 jelzéssel. Évente átlagosan 2–4 műholdat indítottak. A műhold utolsó alkalmazására 1983-ban került sor Koszmosz–1471 jelzéssel. Az 1980-as évek elejétől ezzel párhuzamosan már alkalmazták a Jantar–4K1 műholdat, majd a helyüket a Jantar–4 modernebb változatai vették át.

## Jellemzői
Két visszatérő kapszulával szerelték fel, melyekkel a műhold visszatérés előtt is képes volt az exponált filmek Földre történő visszajuttatására.